# Jan Daniël Ferman
Jan Daniël Ferman (conocido como Daan Ferman; Kraguman, 16 de abril de 1909-Slikkerveer, 23 de febrero de 1969) fue un deportista neerlandés que compitió en remo. Ganó una medalla de plata en el Campeonato Europeo de Remo de 1929, en la prueba de cuatro sin timonel.

## Palmarés internacional
| Campeonato Europeo | Campeonato Europeo  | Campeonato Europeo | Campeonato Europeo |
| Año                | Lugar               | Medalla            | Prueba             |
| ------------------ | ------------------- | ------------------ | ------------------ |
| 1929               | Bydgoszcz (Polonia) | Medalla de plata   | Cuatro sin timonel |